# ぎふ清流里山公園

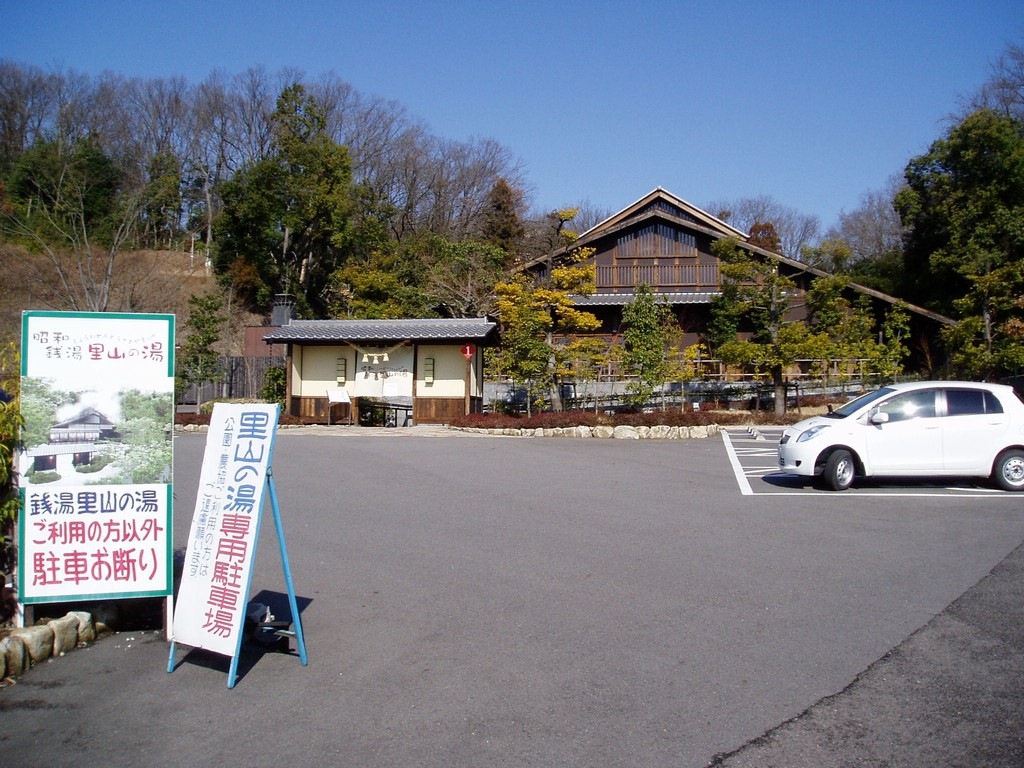
里山の湯

ぎふ清流里山公園（ぎふせいりゅうさとやまこうえん）は、岐阜県美濃加茂市山之上町にある都市公園（岐阜県営都市公園）である。昭和30年代の里山をイメージして造営されている。都市公園法上の旧名称は平成記念公園（へいせいきねんこうえん）、旧愛称は日本昭和村（にほんしょうわむら）。旧名称と旧愛称を併記した「平成記念公園 日本昭和村」も使用された。道の駅として道の駅みのかもを併設する。2018年（平成30年）4月8日に、現在の名称へ変更・リニューアルし、入場無料になった。

## 概要
園内には木造校舎や遊具、万華鏡作りなどの体験教室、桑畑、茶畑などが広がる。2003年に岐阜県が整備し、ファームによって運営開始された。岐阜県内に現存した建物が移築される場所もある。名誉村長には中村玉緒が就任し、1年に1度のペースで訪村していた。敷地面積は約83.9ha（計画は約159.6ha）。ファームは途中から運営から離脱し、2013年（平成25年）から指定管理者制度に基づき、株式会社名鉄インプレス、株式会社岐阜グランドホテル、株式会社名鉄レストラン、中央コンサルタンツ株式会社、名鉄環境造園株式会社の5社による「昭和村MCグループ」が管理・運営した。2018年に、「ぎふ清流里山公園」に名称変更してリニューアル。指定管理者もシダックス大新東ヒューマンサービス株式会社に変わり、運営団体として「ぎふ清流里山公園みらい創造グループ」を設立した。入園料を無料化し、大型遊具の投入などを予定した。リニューアルオープン時の敷地面積は107.7haとされている。契約期間は2025年3月31日までの予定。
2020年10月6日には、当公園と後述する道の駅に隣接した場所に「フェアフィールド・バイ・マリオット・岐阜清流里山公園」が開業した。マリオット・インターナショナルと積水ハウスとの合弁事業のホテルで、同日開業した道の駅美濃にわか茶屋（岐阜県美濃市）に隣接の「フェアフィールド・バイ・マリオット・岐阜美濃」とともに第1号として開業している。施設の詳細は、公式サイト を参照。

## 主な施設
- 岐阜県特産品売店「おんさい館」（道の駅みのかも）
- 里山の湯（旧称：昭和銭湯 里山の湯）[1]
- 青空市場
- 岐阜県特産品専門店「道草庵」
- 染色・機織り・和紙クラフト&おみやげ屋「いろどり工房」
- 能楽堂
- 芝居小屋と映像館「昭和座」
- 農家レストラン「やまびこ」
- 旧朝日村庁舎（旧愛称：昭和村役場）[1]
- PANZA（パンザ）ぎふ清流里山公園（ジップラインとアスレチック遊具の複合施設）
- 里山ふれあい牧場[2]
- 里山ふれあい農園[2]
- やまびこ学校（旧・宮村立宮小学校）校舎
- 双六学校（旧・上宝村立双六小学校）校舎

## 道の駅の施設
道の駅みのかも（みちのえき みのかも）は、岐阜県美濃加茂市山之上町にある岐阜県道342号平成記念公園線の道の駅である。
公園の名称が「日本昭和村」から「ぎふ清流里山公園」に変更されたことにともない、道の駅も同時に道の駅日本昭和村（みちのえき にほんしょうわむら）から、道の駅みのかもに変更された。
- 駐車場
  - 普通車：148台
  - 大型車：5台
  - 身障者用 : 2台
- トイレ（いずれも24時間利用可能）
  - 男：大 5器、小 17器
  - 女：25器
  - 身障者用：1器
- 公衆電話

## アクセス

### 自動車
- 東海環状自動車道 美濃加茂ICから自動車ですぐ。
  - 美濃加茂ICと併設されている美濃加茂SA（ハイウェイオアシス）からも入園可能である。

### 公共交通機関
- 東海旅客鉄道（JR東海）高山本線・太多線・長良川鉄道越美南線 美濃太田駅より約4km、古井駅より約2km。
- 美濃太田駅より、あい愛バス（美濃加茂市コミュニティバス）平成記念公園線（月〜金曜日運行）・文化の森公園線（土日祝日運行）「平成記念公園」バス停下車。

### 広報資料・プレスリリースなど一次資料
1. ↑  岐阜県：平成記念公園
2. ↑  平成記念公園指定管理者募集要項（岐阜県都市建築部街路公園課）
3. 1 2 3  『地方創生事業「Trip Base 道の駅プロジェクト」セカンドステージを始動』（プレスリリース）積水ハウス、2021年10月29日。2022年4月17日閲覧。
4. 1 2 3 4 5  “岐阜県美濃加茂市「ぎふ清流里山公園」を 指定管理者制度により受託運営開始 4月8日（日）、新たなコンセプトでオープン”. 2019年7月31日閲覧。